# Ragnar Lundberg
Ragnar Lundberg (22. září 1924 – 10. července 2011) byl švédský atlet, mistr Evropy ve skoku o tyči z roku 1950.
Celkem třikrát se zúčastnil olympijských her – v roce 1952 vybojoval v soutěži tyčkařů bronzovou medaili, v letech 1948 i 1956 skončil vždy pátý. Nejúspěšnější sezónou pro něj byl rok 1950 – stal se mistrem Evropy ve skoku o tyči a zároveň na evropském šampionátu získal stříbrnou medaili v běhu na 110 metrů překážek. Další stříbrnou medaili z mistrovství Evropy si přivezl z Bernu v roce 1954, tentokrát ze soutěže tyčkařů. Celkem jedenáctkrát zlepšil švédský rekord ve skoku o tyči, nejvýše na 446 cm v roce 1956.